# 亚历克西娅·谢里
亚历克西娅·谢里（法語：Alexia Chery，1998年9月5日—），旧姓沙尔特罗（Chartereau），法国女子篮球运动员。她曾代表法国国家队参加2020年夏季奥林匹克运动会女子篮球比赛，获得一枚铜牌。